# کلجی
کلجی (سروآباد)، روستایی از توابع بخش اورامان شهرستان سروآباد در استان کردستان ایران است. اين روستا روبروی كوه كوسالان واقع شده است و همه مردم اين روستا با فاميلی سجادی شناخته می‌شوند. ييلاق مردم روستای كلجی تحت عنوان هه وار گۆڵی در بالا دست روستا واقع شده است كه قدمتی برابر با خود روستا دارد و مردم كلجی از صد ها سال پيش در اواخر بهار تا اواخر پاييز به آنجا كوچ كرده و می‌كنند. از امكانات روستای كلجی می‌توان به لوله‌كشی آب روستايی، برق ، گاز ، تلفن ثابت ، سيستم انتقال فاضلاب ، مدرسه دوره ابتدايی ، مسجد و ساختمان دهياری اشاره كرد.

## محصولات
انگور، گردو، توت درختی، انار، بادام درختی، انجیر

## جمعیت
این روستا در دهستان شالیار قرار دارد و براساس سرشماری مرکز آمار ایران در سال ۱۳۸۵، جمعیت آن ۳۳۲ نفر (۸۰خانوار) بوده‌است.

## جانوران و پرندگان بومی
شغال، گرگ، روباه، خرگوش، گراز، پلنگ، خرس‌قهوه‌ای، بزکوهی، کفتار، سنجاب، کبک 

## زلزله روستای كلجی
در بيست و هشتم آبان ماه سال ١٣٩٦ ، زلزله‌ای به بزرگی ٤/٢ ريشتر روستای كلجی را لرزاند كه خوشبختانه تلفات جانی در پی نداشت ولی اكثر خانه های روستا ترك برداشت.

## روستاهای همسايه
نوين، ناو، سلين، بلبر